# Championnat du Japon de sport-prototypes 1985
Navigation
Édition précédente Édition suivante
Le Championnat du Japon de sport-prototypes 1985 est la 3e saison du Championnat du Japon de sport-prototypes. Il s'est couru du 7 avril au 24 novembre 1985 et comprend six épreuves.

## Calendrier
| Manche | Course                        | Circuit | Participants | Date        |
| ------ | ----------------------------- | ------- | ------------ | ----------- |
| 1      | International Suzuka 500 km   | Suzuka  | 30           | 7 avril     |
| 2      | All Japan Fuji 1 000 km       | Fuji    | 25           | 5 mai       |
| 3      | All Japan Fuji 500 Miles      | Fuji    | 34           | 28 juillet  |
| 4      | International Suzuka 1 000 km | Suzuka  | 42           | 25 août     |
| 5      | 1 000 km de Fuji              | Fuji    | 38           | 6 octobre   |
| 6      | All Japan 500 km de Fuji      | Fuji    | 31           | 24 novembre |

## Résultats de la saison

### Courses
| Manche | Circuit | Équipe vainqueur                                 | Résultats |
| Manche | Circuit | Pilote vainqueur                                 | Résultats |
| ------ | ------- | ------------------------------------------------ | --------- |
| 1      | Suzuka  | Dome Motorsport                                  | Résultats |
| 1      | Suzuka  | Geoff Lees Eje Elgh                              | Résultats |
| 2      | Fuji    | Trust Racing Team                                | Résultats |
| 2      | Fuji    | Vern Schuppan Keiichi Suzuki                     | Résultats |
| 3      | Fuji    | Advan Sports Nova                                | Résultats |
| 3      | Fuji    | Kunimitsu Takahashi Kenji Takahashi              | Résultats |
| 4      | Suzuka  | Advan Sports Nova                                | Résultats |
| 4      | Suzuka  | Kunimitsu Takahashi Kenji Takahashi              | Résultats |
| 5      | Fuji    | Hoshino Racing                                   | Résultats |
| 5      | Fuji    | Kazuyoshi Hoshino Akira Hagiwara Keiji Matsumoto | Résultats |
| 6      | Fuji    | Advan Sports Nova                                | Résultats |
| 6      | Fuji    | Kunimitsu Takahashi Kenji Takahashi              | Résultats |

### Championnat des pilotes
| Pos | Pilote              | Écurie                  | SUZ  | FUJ  | FUJ  | SUZ | FUJ  | FUJ  | Total |
| --- | ------------------- | ----------------------- | ---- | ---- | ---- | --- | ---- | ---- | ----- |
| 1=  | Kunimitsu Takahashi | Advan Sports Nova       | 3    | Abd. | 1    | 1   | Abd. | 1    | 72    |
| 1=  | Kenji Takahashi     | Advan Sports Nova       | 3    | Abd. | 1    | 1   | Abd. | 1    | 72    |
| 3   | Vern Schuppan       | Trust Racing Team       | 4    | 1    | Abd. | 4   | 6    | 6    | 46    |
| 4   | Geoff Lees          | Dome Motorsport         | 1    | 6    | Abd. | 21  | 9    | 2    | 41    |
| 5=  | Eje Elgh            | Dome Motorsport         | 1    |      | Abd. | 21  | 9    | 2    | 36    |
| 5=  | Masanori Sekiya     | Tom's                   | Abd. | 7    | 2    | 2   | 3    | Abd. | 36    |
| 7=  | Jiro Yoneyama       | FromA Racing            | 7    | 2    | 8    | 5   | Abd. | 5    | 35    |
| 7=  | Hideki Okada        | FromA Racing            | 7    | 2    | 8    | 5   | Abd. | 5    | 35    |
| 9=  | Satoru Nakajima     | Tom's                   | Abd. | 7    | 2    | 2   | 3    | Abd. | 34    |
| 9=  | Naoki Nagasaka      | Auto Beaurex Motorsport | 6    | Abd. | 6    | 3   | 4    | 4    | 34    |

| Couleur  | Résultat                       |
| -------- | ------------------------------ |
| Or       | Vainqueur                      |
| Argent   | 2e place                       |
| Bronze   | 3e place                       |
| Vert     | Classé dans les points         |
| Bleu     | Classé hors des points         |
| Bleu     | Non classé (Nc.)               |
| Violet   | Abandon (Abd.)                 |
| Rouge    | Non qualifié (Nq.)             |
| Rouge    | Non pré-qualifié (Npq.)        |
| Noir     | Disqualifié (Dsq.)             |
| Blanc    | Non partant (Np.)              |
| Blanc    | Forfait (Forf.)                |
| Blanc    | Course annulée (A)             |
| Neutre   | Non présent                    |
| Neutre   | Exclu (Ex.)                    |
| Gras     | Pole position                  |
| Italique | Meilleur tour en course        |
| †        | Classé sans terminer la course |
| 1 2 3 …  | Classement dans la catégorie   |